# Emil Cauer den äldre
Emil Cauer, född 19 november 1800, död 4 augusti 1867, var en tysk skulptör, verksam i Kreuznach. Cauer var far till skulptörerna Carl Cauer (1828-85) och Robert Cauer den äldre (1831-193). Han hade även flera sonsöner som var skulptörer.
Cauer utförde bilder ur reformationens historia samt skulpturer av Franz von Sickingen och Ulrich von Hutten med flera. Han utförde även mycket populära skulpturer från folksagor som Askungen och Rödluvan med flera.